# Dólmen von Areita
Der Dólmen von Areita liegt neben der Gemeindestraße, die Paredes da Beira mit Riodades bei Penedono im Distrikt Viseu in Portugal verbindet. Er war Teil einer Nekropole, die aus fünf Megalithmonumenten bestand. Die in Portugal Antas genannten Dolmen sind spätneolithische Kollektivgräber. Basierend auf den gefundenen Artefakten kann die Anta auf das Ende des 4. Jahrtausend v. Chr. datiert werden.
Der Dolmen von Areita besteht aus einer polygonalen Kammer mit sieben Tragsteinen, einem Decksteinrest und einem niedrigeren, breiten Gangrest mit einem erhaltenen Deckstein vor der Kammer. Auf den Steinen 4 und 7 der Kammer wurden mehrere Gravuren identifiziert, wobei das auf der zentralen Platte vorhandene Motiv hervorgehoben wurde. 
Basierend auf den Radiocarbondaten der osteologischen Spuren wurde das Vorhandensein einer Mindestzahl von sechs Individuen identifiziert. Innerhalb der Kammer befand sich eine Struktur zur Ablage von Opfergaben.
Die zwischen 1996 und 1998 durchgeführten archäologischen Arbeiten lieferten eine große Auswahl an Exponaten, die im Eduardo-Tavares-Museum ausgestellt sind. 